# Антопіль (зупинний пункт, Дорогичинський район)
Антопіль (біл. Антопаль) — зупинний пункт Берестейського відділення Білоруської залізниці в Дорогичинському районі Берестейської області. Розташований за 1,6 км на південь від міста Антопіль.